# P Eridani
Ne doit pas être confondu avec Rho Eridani.
Désignations
p Eri A : HD 10360, HR 486, LTT 903

p Eridani est une étoile binaire située à 26,7 années-lumière de la Terre dans la constellation de l'Éridan. Les deux composantes, désignées HD 10360 et HD 10361, sont deux naines orange de type spectral K2V.
La masse de la première étoile est d'environ 79 % de celle du Soleil et sa luminosité de 28 %. La masse de la deuxième étoile est d'environ 60 % de celle du Soleil et sa luminosité de 25 %. Les deux étoiles sont séparées d'une distance qui varie entre 30 et 100 ua.
La présence d'une planète est théoriquement possible dans ce système, car si elle se situe dans la zone habitable de la première étoile, elle ne serait pas dérangée par la deuxième étoile qui serait alors trop lointaine[réf. nécessaire].